# Base de données économiques et sociales (France)
Pour les articles homonymes, voir BDU.
 (décembre 2021).
La base de données économiques et sociales (BDES), appelée aussi auparavant base de données unique (BDU), rassemble en France un ensemble d'informations (appelées indicateurs) que l'employeur doit mettre à disposition du comité social et économique (CSE), du CSSCT  et des Délégués Syndicaux dans toutes les entreprises et organisations de plus de 50 salariés soumises à la législation relative au CSE (i.e. entreprises et organisations de droit privé + EPA/EPIC employant du personnel dans les conditions du droit privé),. L'article 41 de la loi Climat et résilience d'août 2021, a élargi le contour de la BDES à l'environnement, qui devient ainsi la base de données économiques, sociales et environnementales (BDESE)
La BDESE traite de sept thèmes (plus ou moins détaillées selon la taille et le secteur de l’entreprise ou du groupe) : 1) Investissement social, 2) Investissement matériel et immatériel, 3) Égalité professionnelle entre femmes et hommes, 4) Fonds propres, endettement et impôts, 5) Rémunération, 6) Flux financiers et transferts commerciaux et 7) Environnement.
La BDESE n’est pas destinée au grand public. Elle n'est disponible que pour les membres du Comité Social et Économique (CSE) et les représentants du personnel pour qui elle est accessible et consultable à tout moment, et ses utilisateurs ont une obligation de discrétion (quand des informations y sont classées confidentielles par l'employeur, ce dernier doit préciser la durée de ce caractère confidentiel.

## Historique
Le droit à l’information/consultation des élus du personnel doit être examiné par rapport à leur autre prérogative : le monopole de gestion des activités sociales et culturelles. Si à l’origine la seconde primait sur la première, les lois Auroux, notamment celle du 28 octobre 1982 no 82-915, ont entendu donner une plus grande importance aux attributions économiques.
Les réformes qui suivirent maintiennent cette montée en puissance, on pense par exemple à la loi pour une nouvelle régulation économique du 15 mai 2001 no 2001-420 qui offre un droit de convocation de l'assemblée générale des actionnaires au CE. On pense également à la loi du 13 juin 2013 no 2013-504 appelée loi de sécurisation de l'emploi. Cette loi relance considérablement les attributions du CE, elle sera d’ailleurs suivie de la loi dite Rebsamen (du nom du ministre du Travail de l'époque) du 17 août 2015, qui révolutionne tout autant les élus du personnel.

### L'accord national interprofessionnel du 11 janvier 2013
La première loi a pour point de départ l'accord national interprofessionnel (ANI) du 11 janvier 2013. Certains l’avait très tôt qualifié, à juste titre, « d’événement au sens fort ».
Œuvre d’une négociation légiférante, ce texte ne pouvait qu’avoir un impact fort sur la législation future. À bien des égards, les mécanismes qui y sont décrits ont inspiré le législateur. On pense par exemple au compte personnel de formation prévu à l’article 5 de l’accord.
L’information/consultation des élus n’est pas en reste. L’article 12 de l’ANI prévoit de nombreux changements, divisés en sept points, en vue de « renforcer l’information des salariés sur les perspectives et les choix stratégiques de l’entreprise ».
- instauration d’une base de données unique en vue de « regrouper et de rationaliser les données de façon exhaustive et sans remettre en cause les attributions des représentants du personnel ».
- création de délais préfix suffisants, sauf négociation contraire, pour tous les instances représentatives du personnel même en cas de recours à l’assistance d’un expert.
- création de la consultation sur les « options stratégiques de l’entreprise » dont la BDES est le support pour la transmission des informations aux instances représentatives du personnel.

La réflexion sur un regroupement des documents à remettre au CE ne date pas de l’ANI mais du rapport Virville du 15 janvier 2004 (proposition no 32). La commission proposait alors que soit remis à l'ancien comité d'entreprise un « rapport unique annuel » regroupant tous les documents périodiquement remis à cette instance. L’objectif étant de « favoriser la diffusion d’une information périodique plus synthétique et plus claire aux membres du comité d’entreprise ».

### La loi du 13 juin 2013
La loi du 13 juin 2013 dite loi de sécurisation de l’emploi a repris, plus ou moins fidèlement en fonction des thématiques, les propositions des signataires de l’ANI du 11 janvier 2013.
La base de données unique s’appellera désormais la base de données économiques et sociales, prévue aux articles L. 2323-7-1 et suivants du Code du travail. Le décret du 27 décembre 2013 no 2013-1305 en précisera le contenu.
Les comités d’entreprises vont se voir attribuer de nouvelles prérogatives, jusqu’à aller pour certains à une « activation des fonctions » de cet instance. La loi reprend l’idée des délais préfix qui limiteront grandement les possibilités d’action du CE et des autres instances. Cet encadrement très fort du temps de la consultation « comporte le risque que la décision patronale envisagée et ses implications ne puissent être pleinement prises en compte ».
On notera au passage la « schizophrénie du législateur » qui d’une part, prétend augmenter les prérogatives du comité d'entreprise (avec notamment un champ plus large, un dialogue avec l’organe de direction de la société, etc.) et d’autre part, enferme ses possibilités d’action. En effet, passé ces délais, l’avis du CE est réputé négatif afin de ne pas « empêcher la bonne marche de l’entreprise ». Les réformes ne s’arrêtent pas là.
La loi reprend l’idée des partenaires sociaux concernant une consultation sur les grandes décisions de l’entreprise en créant à l’article L. 2323-4 du Code du travail la « consultation sur les orientations stratégiques de l’entreprise ». Pour certains « l’intervention du comité était déjà admise en ce domaine en filigrane » mais elle serait « plus prononcée qu’auparavant ».

### La loi du 17 août 2015
La loi Rebsamen se situe dans la ligne directe de la loi de 2013 et de ce point de vue, puise tout autant dans l’ANI de la même année. À titre d’exemple, le Compte Personnel de Formation devient le Compte Personnel d’Activité. La même logique est à l’œuvre, elle est approfondie.
C’est également le cas pour le droit des relations collectives de travail, le mécanisme d’information/consultation est approfondi et il est désormais possible d’opter pour une représentation du personnel « à la carte » notamment via l’organisation de la représentation élus par le biais d'un accord collectif.
Pour l’information/consultation, on assiste à une rationalisation des obligations périodiques de l’employeur. De même, la BDES, à peine naissante, est considérablement augmentée dans plusieurs aspects. Elle devient, ce faisant, le vecteur principal des relations entre les représentants du personnel et l’employeur.

### L'ordonnance du 20 décembre 2017
L'ordonnance no 2017-1718 du 20 décembre 2017, l'une des ordonnances dites Macron, a modifié le droit à l'information/consultation du personnel et a introduit de nouvelles dispositions dans le code du travail qui sont aujourd'hui le droit applicable en la matière aux articles L. 2312-18 et suivants.

## Conditions générales de mise en place de la BDES

### Une mise en place concertée, la BDES comme «carrefour du dialogue social»

#### La philosophie des textes
L’ANI de 2013 est jalonné de termes permettant d’affirmer que la BDES doit être construite sur un mode collaboratif entre l’employeur et les représentants. La BDES doit par exemple permettre une « présentation pédagogique par l'employeur », elle « engage la responsabilité de chaque partie », … Cette logique est en lien avec la raison d’être de la BDES qui est le support de la consultation sur les orientations stratégiques. Elle implique une forte confiance mutuelle des acteurs.
La loi de 2013 et ses décrets d’applications sont tout à fait dans cette logique, notamment la première circulaire de la DGT relative à son instauration. Elle recommande que pour assurer le bon fonctionnement de la BDES, « ses finalités, ses modalités d’accès, de consultation et d’utilisation fasse l’objet d’une négociation (…). A minima, un dialogue sur ces thèmes parait indispensable pour établir un climat de confiance ».
Même si la lettre de l’article R. 2323-1-6 du Code dispose que « l’employeur met à la disposition » des élus les informations, une construction de toute la BDES entre l’employeur et tous les représentants du personnel est pleinement souhaitable.

#### Une élaboration basée sur la collaboration
Pour Yves Struillou (Direction générale du travail) « la BDES ne se réduit pas au simple agrégat d’informations que la législation impose à l’employeur de communiquer aux élus, mais peut être regardée comme le levier d’une simplification du processus d’information au service d’une discussion plus vivante et plus pertinente sur les orientations stratégiques de l’entreprise ».
Cette dernière citation montre bien que la BDES est perçue comme un outil au service « de l’entreprise », que les acteurs doivent s’approprier pour maximiser son potentiel. Une base de données bien fournie dans le respect des textes facilite indubitablement les obligations d’information/consultation à la charge de l’employeur. De même, si les destinataires sont bien formés, ils peuvent obtenir des éléments qui leur seront très utiles par la suite.
À l’inverse, si l’employeur construit la BDES de façon trop unilatérale, le manque à gagner serait énorme et les relations sociales seraient menacées. On pense par exemple à la saisine du juge par les élus ou les syndicats afin d’enjoindre à l’employeur de respecter ses obligations. Plus les acteurs s’investiront, plus cet outil sera efficace car ils en maîtriseront le fonctionnement.

### Les seuils déterminant la mise en place

#### Les entreprises de plus de cinquante salariés
La BDES étant utilisée notamment dans le cadre des "consultations et informations récurrentes que l'employeur met à disposition du comité social et économique", et l'article susmentionné se situant dans la Section 3 du code du travail "attributions relatives au comité social et économiques dans les entreprises d'au moins 50 salariés, l’obligation de la mettre en place n’existe que pour les entreprises de plus de 50 salariés.

#### Les différences entre les entreprises de plus de trois cents et moins de trois cents salariés
Toujours selon l’ANI de 2013 « le contenu et les modalités d'utilisation de ce document unique font l'objet d'adaptations aux entreprises de moins de trois cents salariés dans les douze mois suivant sa mise en œuvre dans les entreprises de trois cents salariés et plus ».
Le code du travail a repris cette distinction aux articles R. 2312-8 et R. 2312-9 résultant du décret no 2017-1819 du 29 décembre 2017.
La différence est aujourd'hui résiduelle car les modalités d'organisation et d'utilisation de la BDES peuvent en grande partie être déterminées par voie d'accord collectif.
On notera que bien que signataire dudit accord national interprofessionnel de 2013, la CFDT regrette dès le départ « cette distinction entre les entreprises de plus ou moins de trois cents salariés ».

## Présentation
« Les informations contenues dans la base de données portent sur les thèmes suivants, :
1. investissements : investissement social (emploi, évolution et répartition des contrats précaires, des stages et des emplois à temps partiel, formation professionnelle et conditions de travail), investissement matériel et immatériel et, pour les entreprises mentionnées au sixième alinéa de l'article L. 225-102-1 du code de commerce, les informations en matière environnementale présentées en application du cinquième alinéa du même article ;
2. égalité professionnelle entre les femmes et les hommes au sein de l'entreprise ;
3. fonds propres et endettement ;
4. ensemble des éléments de la rémunération des salariés et dirigeants ;
5. activités sociales et culturelles ;
6. rémunération des financeurs ;
7. flux financiers à destination de l'entreprise, notamment aides publiques et crédits d'impôts ;
8. sous-traitance ;
9. le cas échéant, transferts commerciaux et financiers entre les entités du groupe. »

« Ces informations portent sur les deux années précédentes et l'année en cours et intègrent des perspectives sur les trois années suivantes. ».
Le décret du 27 décembre 2013 précise les différents thèmes décrits ci-dessus en distinguant les entreprises de moins de 300 salariés et les entreprises d'au moins 300 salariés où les informations sont plus détaillées.
La BDES est théoriquement mise en place depuis le mois de juin 2015 dans toutes les entreprises en France de plus de 50 salariés. En réalité, sa mise en œuvre est lente, progressive et pas toujours conforme à la réglementation en vigueur.
La BDES peut être mise en œuvre au moyen de solutions informatiques : c'est même une obligation pour toutes les entreprises de plus de 300 salariés depuis le décret no 2017-1819 du 29 décembre 2017 relatif au comité social et économique .
En l'absence de BDES, l'employeur se rend coupable de délit d'entrave passible d'un an d'emprisonnement et d'une amende de 7 500 €.

## Contenu détaillé

### Entreprises de moins de 300 salariés
Organisation et contenu supplétifs de la BDES dans les entreprises de moins de 300 salariés :
- 1 - Investissements
  - A - Investissement social
    - a) Évolution des effectifs par type de contrat, par âge, par ancienneté
    - b) Évolution des emplois par catégorie professionnelle
    - c) Évolution de l'emploi des personnes handicapées et mesures prises pour le développer
    - d) Évolution du nombre de stagiaires de plus de 16 ans
    - e) Formation professionnelle : investissements en formation, publics concernés
    - f) Conditions de travail : durée du travail dont travail à temps partiel et aménagement du temps de travail

  - B - Investissement matériel et immatériel
- 2 - Égalité professionnelle entre les femmes et les hommes au sein de l'entreprise
  - A - Analyse des données chiffrées
  - B - Stratégie d'action
- 3 - Fonds propres, endettement et impôts
- 4 - Rémunération des salariés et dirigeants, dans l'ensemble de leurs éléments
  - A - Évolution des rémunérations salariales
- 5 - Activités sociales et culturelles : montant de la contribution aux activités sociales et culturelles du comité d'entreprise, mécénat
- 6 - Rémunération des financeurs, en dehors des éléments mentionnés au 4°
  - A - Rémunération des actionnaires (revenus distribués)
  - B - Rémunération de l'actionnariat salarié (montant des actions détenues dans le cadre de l'épargne salariale, part dans le capital, dividendes reçus)
- 7 - Flux financiers à destination de l'entreprise
  - A - Aides publiques
  - B - Réductions d'impôts
  - C - Exonérations et réductions de cotisations sociales
  - D - Crédits d'impôts
  - E - Mécénat
  - F - Résultats financiers
- 8 - Partenariats
  - A - Partenariats conclus pour produire des services ou des produits pour une autre entreprise
  - B - Partenariats conclus pour bénéficier des services ou des produits d'une autre entreprise
- 9 - Pour les entreprises appartenant à un groupe, transferts commerciaux et financiers entre les entités du groupe
  - A - Transferts de capitaux tels qu'ils figurent dans les comptes individuels des sociétés du groupe lorsqu'ils présentent une importance significative, notamment transferts de capitaux importants entre la société mère et les filiales
  - B - Cessions, fusions, et acquisitions réalisées

### Entreprises d'au moins 300 salariés
Organisation et contenu supplétifs de la BDES dans les entreprises de plus de 300 salariés :
 
- 1 - Investissements
  - A - Investissement social
    - a) Évolution des effectifs par type de contrat, par âge, par ancienneté
    - b) Évolution des emplois, notamment, par catégorie professionnelle
    - c) Évolution de l'emploi des personnes handicapées et mesures prises pour le développer
    - d) Évolution du nombre de stagiaires
    - e) Formation professionnelle : investissements en formation, publics concernés
    - f) Conditions de travail : durée du travail dont travail à temps partiel et aménagement du temps de travail, les données sur l'exposition aux risques et aux facteurs de pénibilité, (accidents du travail, maladies professionnelles, absentéisme, dépenses en matière de sécurité)

  - B - Investissement matériel et immatériel
  - C - Informations environnementales (pour les entreprises soumises aux dispositions du cinquième alinéa de l'article L. 225-102-1 du code de commerce et mentionnées au 2° du I de l'article R. 225-105-1 de ce code)
- 2 - Égalité professionnelle entre les femmes et les hommes au sein de l'entreprise
  - I - Indicateurs sur la situation comparée des femmes et des hommes dans l'entreprise :	
    - A - Conditions générales d'emploi
    - B - Rémunérations et déroulement de carrière
    - C - Formation
    - D - Conditions de travail, santé et sécurité au travail

  - II - Indicateurs relatifs à l'articulation entre l'activité professionnelle et l'exercice de la responsabilité familiale :	
    - A - Congés
    - B - Organisation du temps de travail dans l'entreprise

  - III - Stratégie d'action
- 3 - Fonds propres, endettement et impôts
- 4 - Rémunération des salariés et dirigeants (dans l'ensemble de leurs éléments)
  - A - Évolution des rémunérations salariales :
  - B - Épargne salariale : intéressement, participation
  - C - Rémunérations accessoires : primes par sexe et par catégorie professionnelle, avantages en nature, régimes de prévoyance et de retraite complémentaire
  - D - Rémunération des dirigeants mandataires sociaux telles que présentées dans le rapport de gestion en application des trois premiers alinéas de l'article L. 225-102-1 du code de commerce, pour les entreprises soumises à l'obligation de présenter le rapport visé à l'article L. 225-102 du même code
- 5 - Représentation du personnel & Activités sociales et culturelles
  - A - Représentation du personnel
  - B - Activités sociales et culturelles
- 6 - Rémunération des financeurs (en dehors des éléments mentionnés au 4°)
  - A - Rémunération des actionnaires (revenus distribués)
  - B - Rémunération de l'actionnariat salarié (montant des actions détenues dans le cadre de l'épargne salariale, part dans le capital, dividendes reçus)
- 7 - Flux financiers à destination de l'entreprise
  - A - Aides publiques
  - B - Réductions d'impôts
  - C - Exonérations et réductions de cotisations sociales
  - D - Crédits d'impôts
  - E - Mécénat
  - F - Résultats financiers (création de rubrique pour intégrer infos du R2323-11)
- 8 - Partenariats
  - A - Partenariats conclus pour produire des services ou des produits pour une autre entreprise
  - B - Partenariats conclus pour bénéficier des services ou des produits d'une autre entreprise
- 9 - Transferts commerciaux et financiers entre les entités du groupe (pour les entreprises appartenant à un groupe)
  - A - Transferts de capitaux tels qu'ils figurent dans les comptes individuels des sociétés du groupe lorsqu'ils présentent une importance significative
  - B - Cessions, fusions, et acquisitions réalisées

- 10 - Informations trimestrielles [19]
  - A - Evolution générale des commandes et l'exécution des programmes de production
  - B - Les éventuels retards de paiement de cotisations sociales par l'entreprise
  - C - Evolution des effectifs et de la qualification des salariés par sexe

### Textes législatifs et réglementaires
- Loi n° 2013-504 du 14 juin 2013 relative à la sécurisation de l'emploi : Version originale (lire en ligne) [PDF]
  - Version consolidée (lire en ligne)
- Décret n° 2013-1305 du 27 décembre 2013 relatif à la base de données économiques et sociales et aux délais de consultation du comité d'entreprise et d'expertise : Version originale (lire en ligne) [PDF]
  - Version consolidée : Version originale (lire en ligne)
- Décret n° 2016-868 du 29 juin 2016 relatif aux modalités de consultation des institutions représentatives du personnel (article 5) : Version originale (lire en ligne)
- Circulaire DGT 2014/1 du 18 mars 2014 relative à la base de données économiques et sociales et aux délais de consultation du comité d'entreprise et d'expertise (lire en ligne)
- Décret n° 2017-1819 du 29 décembre 2017 relatif au comité social et économique (Paragraphe 2) : Version originale (lire en ligne)